# 下腿筋
下腿筋（かたいきん）は下腿の筋肉の総称。

## 構成する筋肉
- 前脛骨筋
- 長趾伸筋
- 第三腓骨筋
- 長母趾伸筋
- 腓骨筋
  - 長腓骨筋
  - 短腓骨筋
- 足底筋
- 膝窩筋
- 下腿三頭筋
  - 腓腹筋
  - ヒラメ筋
- 長趾屈筋
- 後脛骨筋
- 長母趾屈筋